# مسجد راشدة
جامع راشدة ، هو أحد المساجد التي انشئت في عصر الدولة الايوبية في مصر ، يقع بدير الطين بالفسطاط بمصر القديمة.
أنشىء مسجد راشدة فى عصر الحاكم بأمر الله الفاطمى وكان يقع بالجبل المطل على بركة الحبش بالفسطاط .. حيث ان ابا المنصور الزيات الكاتب زرع هذا الموضع ثم بنى عليه كنيسة للنصارى فلما وصل الأمر للحاكم هدم الكنيسة وبنى مكانها مسجدا وقد درست آثار هذا المسجد للأسف ( انظر المقريزى ، اتعاظ الحنفا، الجزء الثانى ، ص ٤٤) 

## وصلات خارجية
- آثار القاهرة الإسلامية نسخة محفوظة 31 مايو 2014 على موقع واي باك مشين.